# Katastrophenhausse

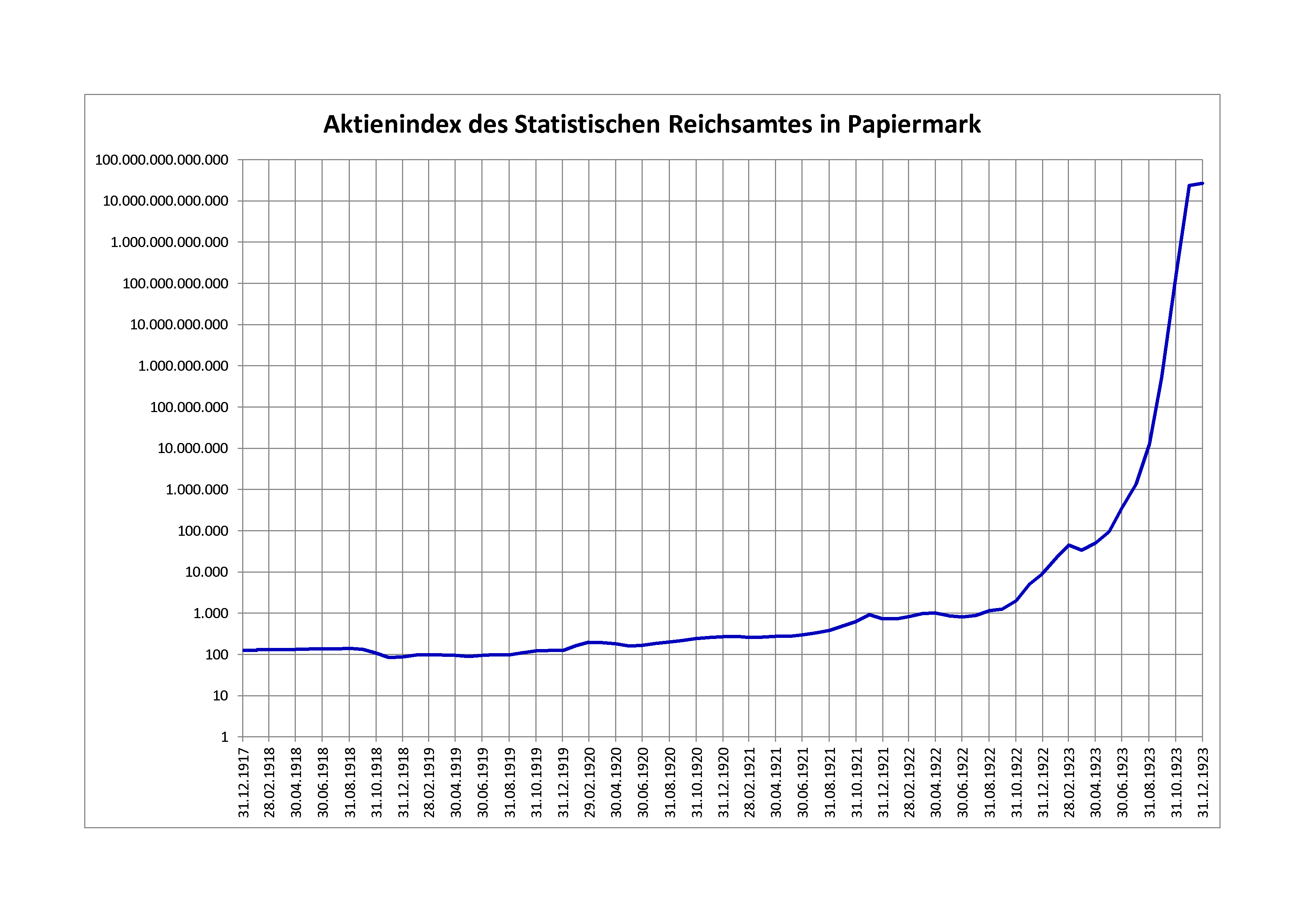
Aktienindex des Statistischen Reichsamtes in Papiermark 1918–1923

Eine Katastrophenhausse (englisch: Crack-up-Boom)  ist ein Boom am Aktienmarkt, der sich nur noch aus der Angst vor Wertverlust speist. Obwohl die wirtschaftlichen Aussichten der Unternehmen sehr schlecht sind, steigen deren Kurse nominal und auch real (inflationsbereinigt) stark an.
Der Begriff Katastrophenhausse geht auf Ludwig von Mises, einen der bekanntesten Vertreter der österreichischen Schule der Nationalökonomie, zurück.

## Ursachen
Gerät die Inflation außer Kontrolle und kann nicht mehr eingedämmt werden, verlieren die Wirtschaftssubjekte das Vertrauen in die Papierwährung und versuchen daher, ihr Geld in Sachwerte umzutauschen. Wenn die Inflation höher als das Zinsniveau ist, erzielen Investoren einen negativen Realzins. Insbesondere große institutionelle Investoren beginnen dann, mehr in Aktien zu investieren. Hierdurch kommt sehr viel Geld auf ein begrenztes Angebot an Aktien, weswegen deren Kurse sehr stark steigen – auch bei schlechten fundamentalen Aussichten.

## Historische Beispiele
In Deutschland stieg der Aktienindex des Statistischen Reichsamtes von 200,00 im Februar 1920 auf 26.890.000.000.000,00 im Dezember 1923 an. Die Börsenkennziffer der Frankfurter Zeitung wuchs im gleichen Zeitraum von 2,00 auf 269.000.000.000,00. Der Lebenshaltungskostenindex erhöhte sich von 8,47 im Februar 1920 auf 1.247.000.000.000,00 im Dezember 1923. Das Verhältnis des Aktienindex zu den Lebenshaltungskosten verbesserte sich in der Schlussphase der Hyperinflation deutlich zugunsten von Aktien und zeigte eine Scheinkonjunktur, weil die Menschen Aktien für die Flucht aus der Währung kauften. Ein jüngeres Beispiel war der Börsenboom 2007 in Simbabwe. Gegen Ende der Hyperinflation stieg der Börsenindex ungefähr dreimal so schnell wie die Verbraucherpreise.

## Gesellschaftliche Folgen
Steigen die Preise stark an, so verarmen Gesellschaftsgruppen, deren Einkommen die Teuerung nicht nachvollziehen. Dies betrifft insbesondere die Bezieher von staatlichen Transferleistungen. Um gesellschaftliche Verwerfungen einzudämmen, hatte der deutsche Staat in den 1920er Jahren Höchstmieten verordnet. Obwohl Immobilien auch Sachanlagen darstellen, hatten diese weit geringere Wertsteigerungen als Aktien erzielt. Zudem versuchte der Gesetzgeber, die Gewinne des durch Entwertung der Kredite entstandenen Nettowohneigentums im Rahmen der Hauszinssteuer zu besteuern.